# Макин, Андрей
Андрей Ярославич Маки́н (фр. Andreï Makine род. 10 сентября 1957, Красноярск) — французский прозаик. Лауреат Гонкуровской премии (1995), избран членом Французской академии 3 марта 2016 года (пятое кресло, которое ранее занимала писательница Ассия Джебар).

## Биография

### СССР
Родился в Красноярске, вырос в Новгороде. Правнук российского врача-хирурга Роберта Карловича Пикока. Бабушка по материнской линии — Шарлотта Сизова (Пикок), научившая его французскому.
Отец — Ярослав Михайлович Макин, филолог, автор статей и стихотворений, заведующий новгородским отделением Лениздата. Мать — Мира Андреевна Макина (Сизова) (1929—?), специалист в области истории русской литературы, доктор филологических наук, профессор кафедры русской и зарубежной литературы Новгородского педагогического института. Родные сёстры — Наталья и Елена Макины.
Учился в Новгородской средней школе № 12 на улице Штыкова. В 15 лет получил авторское свидетельство об изобретении несимметричного мультивибратора.
Окончил факультет иностранных языков Новгородского государственного педагогического института и аспирантуру Московского государственного университета, преподавал на кафедре французского языка в Новгородском педагогическом институте. В 1985 году защитил диссертацию на соискание ученой степени кандидата филологических наук по теме «Роман о детстве в современной литературе Франции (70-80-е годы)».

### Эмиграция
В 1988 году во время поездки по программе обмена учителями во Францию попросил политического убежища, которое было ему предоставлено. После этого всего лишь единожды побывал в России — в 2001 году, сопровождая президента Франции Жака Ширака.
Некоторое время жил в склепе на парижском кладбище Пер-Лашез.
Во Франции Макин подрабатывал уроками русского языка и в свободное время писал романы на французском языке. Убедившись, что издатели скептически относятся к прозе русского эмигранта, он стал выдавать свои первые два романа («Дочь Героя Советского Союза» и «Время реки Амур») за переводы с русского. Третий роман «Французское завещание» (1995) попал к главе известного издательства и был опубликован значительным тиражом.
В 1995 году он получил престижную Гонкуровскую премию, а также присуждаемую лицеистами Гонкуровскую премию и премию Медичи. Роман был переведён на 35 языков, в том числе и на русский, и сделал автора знаменитым. В том же году писателю было предоставлено гражданство Франции.
В Сорбонне Макин защитил диссертацию «Поэтика ностальгии в прозе Бунина».
В одном из интервью Макин отмечал: «Меня спасло то, что я получил хорошую советскую закалку… выносливость, умение довольствоваться малым. Ведь за всем — готовность пренебречь материальным и стремиться к духовному».
Сам себя он считает французским писателем, в одном из интервью высказывался так: «Есть такая национальность — эмигрант. Это когда корни русские сильны, но и влияние Франции огромно».
Отмечал, что ставит Сергея Довлатова «выше А. П. Чехова». Сам себя как писателя Макин считает маргиналом. По его собственным словам: «Пишу, чтобы человек поднялся, посмотрел на небо».
Неизменным лейтмотивом произведений Макина является попытка ухода от действительности, — отмечает профессор Д. Гиллеспи. Действие практически всех романов Макина происходит в СССР.
В 2016 году Андрей Макин был избран пожизненным действительным членом Французской академии, центрального учреждения по изучению французского языка и регулированию языковой и литературной нормы.
Будучи уроженцем СССР, подавшим на политическое убежище во Франции в 1980-х годах, Макин придерживается антиамериканской позиции.
Не желая поддерживать «прагматичного политика» президента В. В. Путина, он пытается понять и объяснить причины вторжения на Украину
 и надеется на поиск мирного решения конфликта.

## Признание
- 1995 год, «Французское завещание»: Гонкуровская премия, Премия Медичи, Гонкуровская премия лицеистов
- 1998 год, «Французское завещание»: финская литературная премия Эвы Йоэнпелто
- 2001 год, «Музыка жизни»: литературная премия телевизионной компании RTL и журнала «Lire» (Лир)
- 2005 год: премия Фонда Принца Пьера Монакского за вклад в литературу
- 2016 год: пожизненный действительный член Académie française, кресло номер 5

## Исследования
- Фомин С. М. Лирическая проза Андрея Макина// Вестник Нижегородского университета им. Н. И. Лобачевского, 2009, № 6 (2), с. 121—124.
- Йотова, Рени. Образът на Франция и Русия във Френското завещание на Андрей Макин // Езици и култури в диалог: Традиции, приемственост, новаторство. Конференция, посветена на 120-годишната история на преподаването на класически и нови филологии в Софийския университет «Св. Климент Охридски». София, УИ, 2010.
- Дэвид Гиллеспи. Творчество А. Макина: внутренний диалог русской и французской культур // Диалог культур в условиях глобализации: XII Международные Лихачевские научные чтения, 17-18 мая 2012 г. Т. 1.: Доклады. — СПб.: СПбГУП, 2012. C. 65-68.
- Гончарова О. В. Из опыта обучения ведению диалога культур (на материале французской прозы Андрея Макина, сказочного литературного и фольклорного творчества) // Перевод как средство обогащения мировой культуры. Материалы международной научной конференции 21 — 24 ноября 2015 г.: электронное издание. М.: ООО «Издательство ФОРУМ» — 2015. С. 70-76.
- Гончарова О. В. Диалог культур в творчестве писателя-билингва (на материале французской прозы Андрея Макина) // Лингвориторическая парадигма: теоретические и прикладные аспекты. 2015. № 20. С.160-163.
- Балеевских (Игнатьева) К. В. Язык как экспликация культурного опыта писателя-билингва (А. Макина). Текст.: Дисс. канд. филол. наук.: 10.02.19/ К. В. Балеевских. Ярославль: ЯГПУ им. К. Д. Ушинского, 2002. — 229 с.
- Балеевских (Игнатьева) К. В. Некоторые особенности перевода на русский язык романа Андрея Макина «Французское завещание» (статья на русском языке). Essais sur le discours de l’Europe éclatée, № 18, Universite Stendhal, France, Grenoble, 2002. — p. 167—174 (в соавторстве с Л. В. Афанасьевой).
- Балеевских (Игнатьева) К. В. Писатель-билингв Андрей Макин: русский характер во французской литературе (по материалам интервью от 15. 04. 02) (статья). Вопросы психолингвистики. № 3. Международный выпуск (посвящается 70-летию Ю. С. Сорокина). М., Институт языкознания РАН, 2006. — С. 223—225.
- Балеевских (Игнатьева) К.В. Russie vs France à travers les œuvres d’Andreï Makine (электронная статья). Сборник докладов международной конференции «Itinéraires linguistiques, littéraires et culturels slaves» (7.07.2012, Университет г. Пуатье, факультет филологических наук, кафедра славянских языков и культур) (revue du CEES, № 3, La réception de la langue et de la culture françaises dans les pays de l’Europe de l’Est), http://etudesslaves.edel.univ-poitiers.fr/index.php?id=635